# 海丰县少先队部旧址
海丰县少先队部旧址，位于中国广东省汕尾市海丰县城幼石街，为海丰县的一个县级文物保护单位，类型为近现代重要史迹及代表性建筑，公布时间为1963年。
海丰县少先队部旧址的历史年代为1925-1928。原为马氏少宗祖祠。1925年年底，国民革命军第二次东征胜利后，海丰建立少年先锋队，队员一万多人，在此设立队部。
建筑现为海丰县医药公司门市部，原貌已改变。